# Idiocelyphus freyi
Idiocelyphus freyi är en tvåvingeart som beskrevs av Nartshuk 1996. Idiocelyphus freyi ingår i släktet Idiocelyphus och familjen Celyphidae.
Artens utbredningsområde är Filippinerna. Inga underarter finns listade i Catalogue of Life.